# فرودگاه بولولو
فرودگاه بولولو (به انگلیسی: Bulolo Airport) یک فرودگاه با کد یاتا BUL است. این فرودگاه در شهر بولولو کشور پاپوآ گینه نو قرار دارد و در ارتفاع ۶۸۳ متری از سطح دریا واقع شده‌است.

## شرکت‌های هواپیمایی و مقصدهای پروازی
| شرکت‌های هواپیمایی | مقصدهای پروازی |
| ----------------- | -------------- |
| Airlines PNG      | جکسنز          |